# Luech
Le Luech [lɥɛʃ] est une rivière française du Massif central, dans la région Occitanie, dans les deux départements du Gard et la Lozère, et un affluent de la Cèze, donc un sous-affluent du Rhône.

## Géographie
De 32,8 km de longueur, le Luech prend sa source à Saint-Maurice-de-Ventalon sur le versant nord de la montagne du Bougès, un contrefort du mont Lozère, en Lozère. Il coule vers l'est dans le département du Gard où il conflue avec la Cèze à Peyremale, entre le mas Herm et le Chambonnet, au lieu appelé très pertinemment les Deux-Eaux.

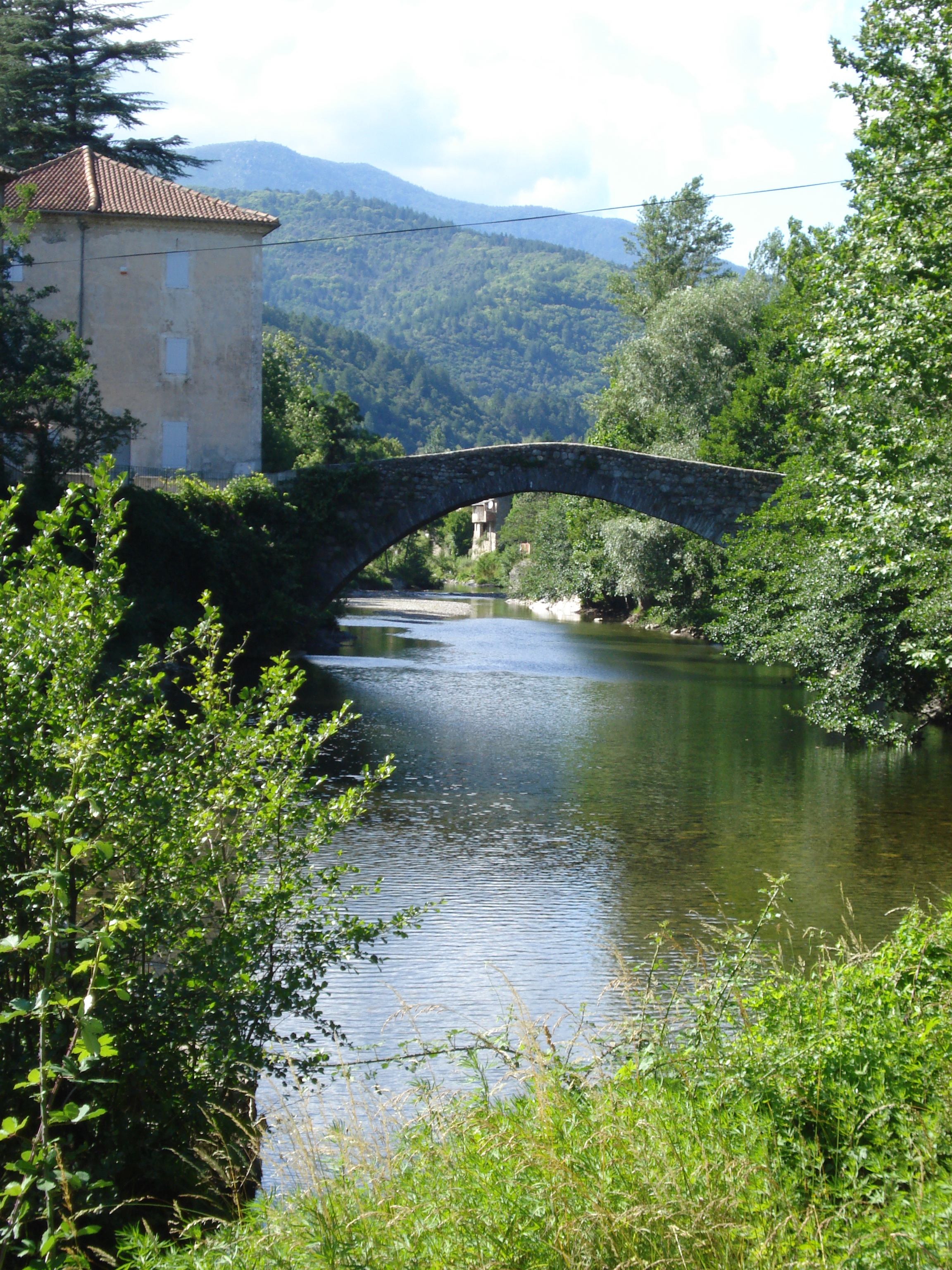
Vieux pont à Pont-de-Rastel
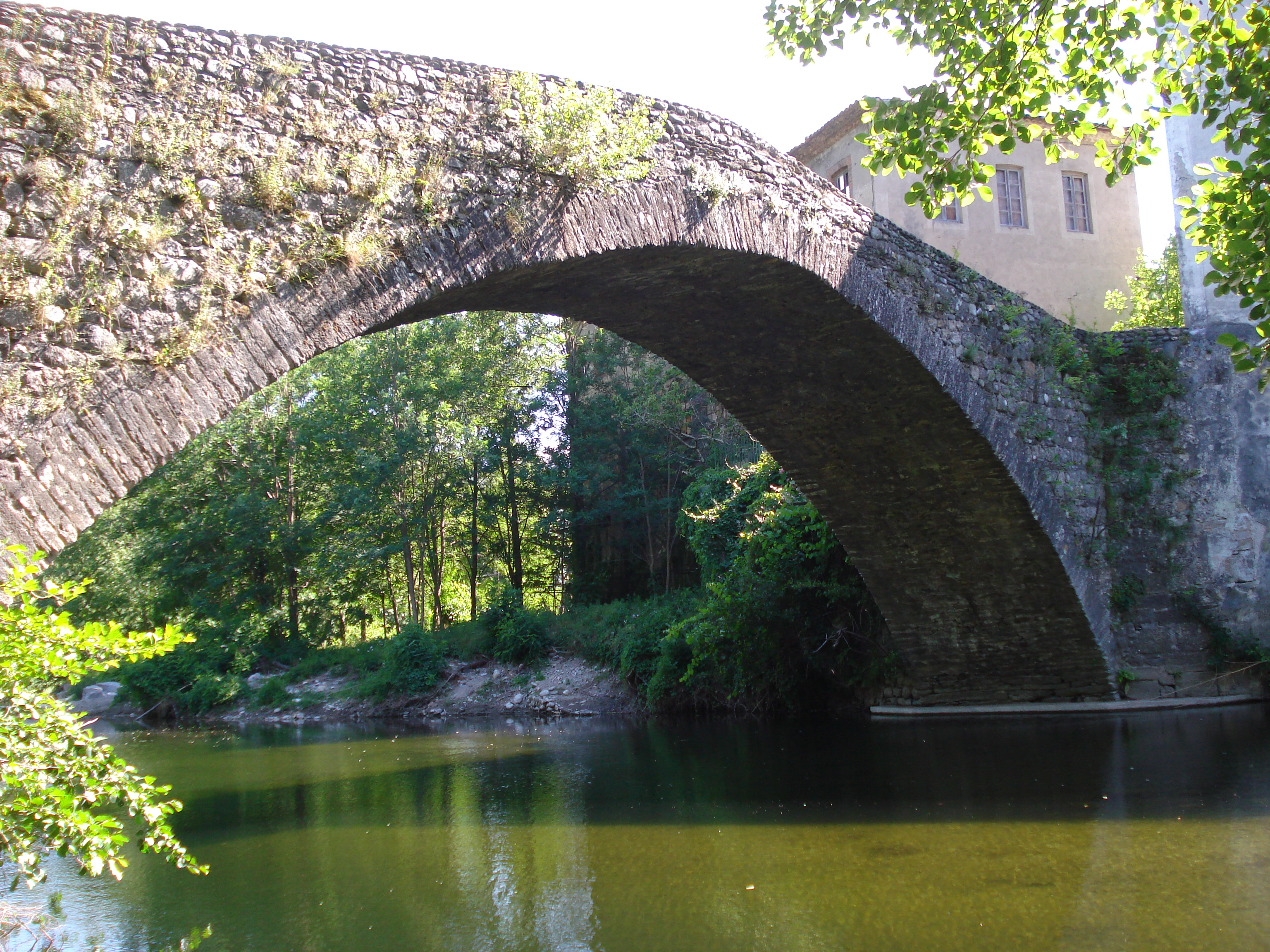
Vue rapprochée du vieux pont à Pont-de-Rastel

### Communes et cantons traversés
Dans les deux départements du Gard et de la Lozère, le Luech traverse les six communes suivantes de :
En Lozère :
- Saint-Maurice-de-Ventalon, Vialas ;

puis dans le Gard :
- Génolhac, Chamborigaud, Chambon, Peyremale[1].

Soit en termes de cantons, le Luech prend source dans le canton de Saint-Étienne-du-Valdonnez, traverse le canton de La Grand-Combe, conflue dans le canton de Rousson, le tout dans les deux arrondissement de Florac et arrondissement d'Alès.

### Bassin versant
Le Luech traverse une seule zone hydrographique 'Le Luech' (V541) de 96 km2 de superficie. Ce bassin versant est constitué à 96,58 % de « forêts et milieux semi-naturels », à 3,60 % de « territoires agricoles », à 0,37 % de « territoires artificialisés ».

### Organisme gestionnaire
L'organisme gestionnaire est l'ABCèze ou le syndicat mixte d'aménagement du bassin versant de la Cèze, sis à Saint-Ambroix.

## Principaux affluents
Le Luech est un cours d'eau de niveau 4 dans la classification de Strahler. Il a dix-sept affluents référencés dont :
- le Rieutort (rive gauche) : 11,0 km avec deux affluents - conflue au hameau abandonné de Rieutort, commune de Vialas ;
- Ruisseau de Gourdouse ou Gourdouze (rive gauche) : 8,4 km avec trois affluents et un sous-affluent ;
- Ruisseau de Valmale : 3,7 km avec deux affluents et un sous-affluent - conflue avec le Luech à Chamborigaud ;
- Ruisseau de Ribeyrette : 3,477 km, total de près de 13 km de cours d'eau en comptant ses rus affluents - conflue avec le Luech à Chamborigaud ;
- Ruisseau de Broussous : 5,2 km.

## Hydrologie
Une station hydrométrique a fonctionné de 1960 à 1972 : V5415010 - le Luech à Chambon pour un bassin versant de 89,4 km2 et à l'altitude de 242 m.
Le débit maximum vu a été de 5,91 m3/s en janvier et de débit minimal de 0,45 m3/s en juillet.
Le module ou moyenne annuelle de son débit était à Chambon de 2,94 m3/s.

### Étiage ou basses eaux
Le QMNA ou débit minimal lors d'une quinquennale sèche est de 0,037 m3/s, ce qui est sévère.

### Crues
Le QMXA est de 9,48 m3/s et la débit mensuel maximum observé est de 22,82 m3/s au mois de février 1972.

### Débit et qualité de l'eau
Il est aussi important que celui de la Cèze avant que cette dernière ne reçoive l'Homol dans la retenue de Sénéchas - l'Homol est celui des affluents principaux de la Cèze dont la confluence précède celle du Luech.
L'impact des anciennes activités minières (éventuelle pollution par les métaux) n'a pas été évalué. Par ailleurs, la baignade est interdite à Chambon à cause de rejets de station d'épuration et divers rejets directs des réseaux. Cependant la qualité de l'eau est considérée comme bonne.

## Protections environnementales
Plusieurs zones de protection sont présentes sur le parcours du Luech.
- Sur Saint-Maurice-de-Ventalon où il prend naissance, le Luech fait partie du « Parc national des Cévennes, zone cœur »[7]. Coulant ensuite sur Vialas, il passe alors dans la zone du « Parc national des Cévennes, aire d'adhésion » qui inclut le reste de son parcours[8].

- Le Luech manque de peu d'être inclus dans la zone centrale de la « Réserve de biosphère des Cévennes », qui s'arrête à la Croix de Berthel en limite ouest de son bassin versant[9]. Mais tout son parcours sur Saint-Maurice-de-Ventalon, et pratiquement tous ses affluents, font partie de la zone tampon de cette réserve de biosphère[10] ; le reste de son parcours fait partie de la zone de transition de la même réserve[11].

- La haute vallée du Luech est depuis 2013 entièrement incluse dans les 13 080 ha de la Zone spéciale de conservation (ZSP) Natura 2000 dite « Hautes vallées de la Cèze et du Luech » au titre de la Directive Habitats, au sein de la Réserve de biosphère des Cévennes. Les types de terrains inclus dans cette zone sont composés de 40 % de forêts de résineux, 20 % de forêts sempervirentes non résineuses, 20 % de landes, broussailles, recrus, maquis, garrigues et phrygana, 10 % de forêts caducifoliées, 5 % de rochers intérieurs et éboulis rocheux, 2 % de prairies semi-naturelles humides ou mésophiles améliorées et 2 % de pelouses sèches. Une partie de ces habitats, notamment les prairies de fauche et les châtaigneraies, sont dépendantes de la maintenance des activités humaines traditionnelles ; celles-ci cessant peu à peu, ces milieux sont sujets à la fermeture du milieu pour les prairies de fauche, et au développement des maladies et la déstructuration pour les châtaigneraies.

Cinq espèces sédentaires résidentes sont inscrites à l’annexe II de la directive 92/43/CEE : le castor commun (Castor fiber), la loutre (Lutra lutra), le blageon (Telestes souffia), l'écrevisse à pattes blanches (Austropotamobius pallipes) et le barbeau méridional (Barbus meridionalis). Le  (castor commun) et la loutre y présentent des populations non isolées mais en marge de leur aire de répartition ; pour la loutre, ce site est le seul présent en versant méditerranéen et donc d'une importance capitale pour la colonisation des rivières méditerranéennes.
Le site Natura 2000 « Hautes vallées de la Cèze et du Luech » s'étend pour 80 % dans le Gard et pour 20 % en Lozère, avec seulement environ 370 ha sur la commune de Malbosc en Ardèche,,.
- La ZNIEFF continentale de type 1 du « Bois de Saint-Maurice-de-Ventalon », soit 433 ha dans la partie centrale du Parc national des Cévennes (cette partie du parc elle-même classée réserve de biosphère) concerne les communes de Saint-Frézal-de-Ventalon (env. 15 ha au nord de la commune), Saint-Maurice-de-Ventalon (env. 380 ha au sud-est du bourg) et Vialas (env. 38 ha à l'ouest du bourg). Son altitude va de 750 à 1 100 m. Commençant 1 300 m en aval de la source du Luech, elle vise le massif boisé à l'est de Saint-Maurice-de-Ventalon et inclut 3 km du cours du Luech ainsi que ceux de ses affluents traversant l'aire boisée : le ruisseau du ravin de Massufret, les ruisseaux du Villaret et des Blachères, le valat de Boutebiau en rive droite ; en rive gauche, les 275 derniers mètres du ruisseau de Laboual et 170 derniers mètres du Valat du Peyrou, le ru saisonnier du Valat de Felias, et les 400 derniers mètres du Valat de Champatou. Elle est entièrement incluse dans une plus grande zone de Protection Spéciale (Directive Oiseaux).

Deux espèces végétales présentes ont un statut réglementé : le Botrychium à feuilles de Matricaire (Botrychium matricariifolium), espèce végétale protégée sur l'ensemble du territoire français métropolitain ; et le Lycopode sélagine ou Lycopode dressé (Huperzia selago), inscrit sur la liste de la Directive Habitats. La Fougère mâle d'Ardèche (Dryopteris ardechensis), espèce endémique locale, est également présente.
- La ZNIEFF continentale de type 1 « Vallée de la Luech à Chambon » concerne 884 ha sur Chambon, Chamborigaud et Peyremale. L'habitat très diversifié y est fait de zones humides, cultures, forêts et zones rocheuses. L'habitat déterminant de la ZNIEFF désigne des terrains en friche et terrains vagues. Le faucon pèlerin, qui craint le dérangement dans ses zones de nidification, est particulièrement visé par la protection[17]. Là de même on retrouve la Fougère mâle d'Ardèche ou Dryopteris ardechensis[16].

## Sports

### Descente de rivière en kayak
Le Luech, considéré comme une grande classique parmi les descentes cévenoles, est navigable sur 27 des 32,9 km de son parcours.